# Erzbistum Kupang
Das Erzbistum Kupang (lateinisch Archidioecesis Kupangensis) ist eine römisch-katholische Erzdiözese mit Sitz in Kupang in Indonesien.

## Geschichte
Papst Paul VI. gründete das Bistum am 13. April 1967 aus Gebietsabtretungen des Bistums Atambua, das dem Erzbistum Ende als Suffragandiözese unterstellt wurde.
Am 23. Oktober 1989 wurde es in den Rang eines Metropolitanerzbistums erhoben.

## Ordinarien

### Bischof von Kupang
- Gregorius Manteiro SVD (13. April 1967 – 23. Oktober 1989)

### Erzbischöfe von Kupang
- Gregorius Manteiro SVD (23. Oktober 1989 – 10. Oktober 1997, gestorben)
- Peter Turang (10. Oktober 1997 – 9. März 2024)
- Hironimus Pakaenoni (seit 9. März 2024)

## Statistik
| Jahr | Bevölkerung | Bevölkerung | Bevölkerung | Priester     | Priester           | Priester         | Priester               | Ständige Diakone | Ordensleute | Ordensleute | Pfarreien |
| Jahr | Katholiken  | Einwohner   | %           | Gesamt- zahl | Diözesan- priester | Ordens- priester | Katholiken je Priester | Ständige Diakone | männlich    | weiblich    | Pfarreien |
| ---- | ----------- | ----------- | ----------- | ------------ | ------------------ | ---------------- | ---------------------- | ---------------- | ----------- | ----------- | --------- |
| 1969 | 17.481      | 556.645     | 3,1         | 11           |                    | 11               | 1.589                  |                  | 14          | 6           | 9         |
| 1980 | 47.792      | 650.000     | 7,4         | 16           |                    | 16               | 2.987                  |                  | 21          | 18          |           |
| 1990 | 83.316      | 916.132     | 9,1         | 34           | 16                 | 18               | 2.450                  |                  | 28          | 51          | 42        |
| 1997 | 128.454     | 1.082.307   | 11,9        | 53           | 29                 | 24               | 2.423                  |                  | 93          | 110         | 40        |
| 2000 | 109.022     | 1.138.020   | 9,6         | 55           | 28                 | 27               | 1.982                  |                  | 106         | 76          | 40        |
| 2004 | 125.123     | 1.189.829   | 10,5        | 77           | 45                 | 32               | 1.624                  |                  | 142         | 137         | 22        |
| 2021 | 194.000     | 1.633.950   | 11,9        | 124          | 109                | 15               | 1.564                  |                  | 224         | 148         | 34        |